# Jašilkul
Jašilkul (rus. Яшилькуль, tadžički: Яшилкӯл) je slatkovodno jezero u autonomnoj pokrajini Gorno-Badahšan, u jugoistočnom Tadžikistanu, oko 130 km istočno od Horoga, glavnog grada pokrajine. Leži u gornjoj dolini rijeke Gunt u planinskom masivu Pamir, ima površinu od 36 km2 s maksimalnom dubinom od 52 metara. Nalazi se na 1.5 km od sličnog jezera, Bulunkul, a oba su okružena drugim močvarama, kao i pješčanim i šljunčanim ravnicama. Dio je Važnog područja za ptice jezera Bulunkul i Jašilkul i planina.

## Vanjske poveznice
|  | Zajednički poslužitelj ima još gradiva o temi Jašilkul |